# アイダホ州選出のアメリカ合衆国上院議員
以下は、アイダホ州選出のアメリカ合衆国上院議員の一覧である。
アイダホ州は、1890年7月3日に連邦に加わった。アイダホ州は第2部と第3部に属する上院議員を選出している。現在のアイダホ州選出の上院議員はマイク・クレイポーとジム・リッシュである。

## 上院議員一覧
| 第2部 第2部の上院議員は西暦年を6で除算したときの剰余が3と等しい年が任期末である。最近では2002年, 2008年, 2014年,2020年に改選されている。次の選挙は2026年を予定している。 | 第2部 第2部の上院議員は西暦年を6で除算したときの剰余が3と等しい年が任期末である。最近では2002年, 2008年, 2014年,2020年に改選されている。次の選挙は2026年を予定している。 | 第2部 第2部の上院議員は西暦年を6で除算したときの剰余が3と等しい年が任期末である。最近では2002年, 2008年, 2014年,2020年に改選されている。次の選挙は2026年を予定している。 | 第2部 第2部の上院議員は西暦年を6で除算したときの剰余が3と等しい年が任期末である。最近では2002年, 2008年, 2014年,2020年に改選されている。次の選挙は2026年を予定している。 | 第2部 第2部の上院議員は西暦年を6で除算したときの剰余が3と等しい年が任期末である。最近では2002年, 2008年, 2014年,2020年に改選されている。次の選挙は2026年を予定している。 | 第2部 第2部の上院議員は西暦年を6で除算したときの剰余が3と等しい年が任期末である。最近では2002年, 2008年, 2014年,2020年に改選されている。次の選挙は2026年を予定している。 | 議会 | 第3部 第3部の上院議員は西暦年を6で除算したときの剰余が5と等しい年が任期末である。最近では2004年, 2010年, 2016年, 2022年に改選されている。次の選挙は2028年を予定している。 | 第3部 第3部の上院議員は西暦年を6で除算したときの剰余が5と等しい年が任期末である。最近では2004年, 2010年, 2016年, 2022年に改選されている。次の選挙は2028年を予定している。 | 第3部 第3部の上院議員は西暦年を6で除算したときの剰余が5と等しい年が任期末である。最近では2004年, 2010年, 2016年, 2022年に改選されている。次の選挙は2028年を予定している。 | 第3部 第3部の上院議員は西暦年を6で除算したときの剰余が5と等しい年が任期末である。最近では2004年, 2010年, 2016年, 2022年に改選されている。次の選挙は2028年を予定している。 | 第3部 第3部の上院議員は西暦年を6で除算したときの剰余が5と等しい年が任期末である。最近では2004年, 2010年, 2016年, 2022年に改選されている。次の選挙は2028年を予定している。 | 第3部 第3部の上院議員は西暦年を6で除算したときの剰余が5と等しい年が任期末である。最近では2004年, 2010年, 2016年, 2022年に改選されている。次の選挙は2028年を予定している。 |
| # | 氏名 | 所属政党 | 在職期間 | 選挙歴 | 任期 | 議会 | 任期 | 選挙歴 | 在職期間 | 所属政党 | 氏名 | # |
| 空席 | 空席 | 空席 | 1890年7月3日 – 1890年12月18日 | 連邦加入後、6ヶ月間は上院議員を選出せず | 1 | 51 | 1 | 連邦加入後、6ヶ月間は上院議員を選出せず | 1890年７月3日 – 1890年12月18日 | 空席 | 空席 | 空席 |
| 1 | ジョージ・シャウプ | 共和党 | 1890年12月18日 – 1901年3月3日 | 1890年選出 | 1 | 51 | 1 | 1890年選出 引退 | 1890年12月18日 – 1891年3月3日 | 共和党 | ウィリアム・マコネル | 1 |
| 1 | ジョージ・シャウプ | 共和党 | 1890年12月18日 – 1901年3月3日 | 1890年選出 | 1 | 52 | 2 | 1890年選出 銀共和党の候補として再選に出馬したが敗北 | 1891年3月4日 – 1897年3月3日 | 共和党 | フレッド・デュボア | 2 |
| 1 | ジョージ・シャウプ | 共和党 | 1890年12月18日 – 1901年3月3日 | 1890年選出 | 1 | 53 | 2 | 1890年選出 銀共和党の候補として再選に出馬したが敗北 | 1891年3月4日 – 1897年3月3日 | 共和党 | フレッド・デュボア | 2 |
| 1 | ジョージ・シャウプ | 共和党 | 1890年12月18日 – 1901年3月3日 | 1895年再選 再選に失敗 | 2 | 54 | 2 | 1890年選出 銀共和党の候補として再選に出馬したが敗北 | 1891年3月4日 – 1897年3月3日 | 共和党 | フレッド・デュボア | 2 |
| 1 | ジョージ・シャウプ | 共和党 | 1890年12月18日 – 1901年3月3日 | 1895年再選 再選に失敗 | 2 | 55 | 3 | 1897年選出 引退 | 1897年3月4日 – 1903年3月3日 | 人民党 | ヘンリー・ヘイトフェルド | 3 |
| 1 | ジョージ・シャウプ | 共和党 | 1890年12月18日 – 1901年3月3日 | 1895年再選 再選に失敗 | 2 | 56 | 3 | 1897年選出 引退 | 1897年3月4日 – 1903年3月3日 | 人民党 | ヘンリー・ヘイトフェルド | 3 |
| 2 | フレッド・デュボア | 民主党 | 1901年3月4日 – 1907年3月3日 | 1901年1月16日銀共和党の候補として選出されるが、民主党に移籍 再選に失敗                                                                                                   | 3 | 57 | 3 | 1897年選出 引退 | 1897年3月4日 – 1903年3月3日 | 人民党 | ヘンリー・ヘイトフェルド | 3 |
| 2 | フレッド・デュボア | 民主党 | 1901年3月4日 – 1907年3月3日 | 1901年1月16日銀共和党の候補として選出されるが、民主党に移籍 再選に失敗                                                                                                   | 3 | 58 | 4 | 1903年1月13日選出 | 1903年3月4日 – 1912年10月17日 | 共和党 | ウェルダン・ヘイバーン | 4 |
| 2 | フレッド・デュボア | 民主党 | 1901年3月4日 – 1907年3月3日 | 1901年1月16日銀共和党の候補として選出されるが、民主党に移籍 再選に失敗                                                                                                   | 3 | 59 | 4 | 1903年1月13日選出 | 1903年3月4日 – 1912年10月17日 | 共和党 | ウェルダン・ヘイバーン | 4 |
| 3 | ウィリアム・ボーラ | 共和党 | 1907年3月4日 – 1940年1月19日 | 1907年1月15日選出 | 4 | 60 | 4 | 1903年1月13日選出 | 1903年3月4日 – 1912年10月17日 | 共和党 | ウェルダン・ヘイバーン | 4 |
| 3 | ウィリアム・ボーラ | 共和党 | 1907年3月4日 – 1940年1月19日 | 1907年1月15日選出 | 4 | 61 | 5 | 1909年1月12日再選 死去 | 1903年3月4日 – 1912年10月17日 | 共和党 | ウェルダン・ヘイバーン | 4 |
| 3 | ウィリアム・ボーラ | 共和党 | 1907年3月4日 – 1940年1月19日 | 1907年1月15日選出 | 4 | 62 | 5 | 1909年1月12日再選 死去 | 1903年3月4日 – 1912年10月17日 | 共和党 | ウェルダン・ヘイバーン | 4 |
| 3 | ウィリアム・ボーラ | 共和党 | 1907年3月4日 – 1940年1月19日 | 1907年1月15日選出 | 4 | | 5 | 1912年10月17日 – 1912年11月18日 | 空席 | 空席 | 空席 | |
| 3 | ウィリアム・ボーラ | 共和党 | 1907年3月4日 – 1940年1月19日 | 1907年1月15日選出 | 4 | ヘイバーン死去による空席を補充するため任命 補欠選挙で敗北                                                                                 | 5 | 1912年11月18日 – 1913年2月6日 | 民主党 | カートランド・パーキー | 5 | |
| 3 | ウィリアム・ボーラ | 共和党 | 1907年3月4日 – 1940年1月19日 | 1907年1月15日選出 | 4 | 1913年1月26日ヘイバーン死去による補欠選挙で選出                                                                                           | 5 | 1913年2月6日 – 1918年1月13日 | 共和党 | ジェイムズ・ブレイディ | 6 | |
| 3 | ウィリアム・ボーラ | 共和党 | 1907年3月4日 – 1940年1月19日 | 1913年1月14日再選 | 5 | 1913年1月26日ヘイバーン死去による補欠選挙で選出                                                                                           | 5 | 1913年2月6日 – 1918年1月13日 | 共和党 | ジェイムズ・ブレイディ | 6 | 63 |
| 3 | ウィリアム・ボーラ | 共和党 | 1907年3月4日 – 1940年1月19日 | 1913年1月14日再選 | 5 | 64 | 6 | 1913年2月6日 – 1918年1月13日 | 共和党 | ジェイムズ・ブレイディ | 6 | 1914年再選 死去 |
| 3 | ウィリアム・ボーラ | 共和党 | 1907年3月4日 – 1940年1月19日 | 1913年1月14日再選 | 5 | 65 | 6 | 1913年2月6日 – 1918年1月13日 | 共和党 | ジェイムズ・ブレイディ | 6 | 1914年再選 死去 |
| 3 | ウィリアム・ボーラ | 共和党 | 1907年3月4日 – 1940年1月19日 | 1913年1月14日再選 | 5 | | 6 | 1918年1月13日 – 1918年1月22日 | 空席 | 空席 | 空席 | |
| 3 | ウィリアム・ボーラ | 共和党 | 1907年3月4日 – 1940年1月19日 | 1913年1月14日再選 | 5 | ブレイディ死去による空席を補充するため任命 1918年11月5日ブレイディ死去による補欠選挙で選出 再選に失敗後、連邦取引委員会委員就任のため辞職 | 6 | 1918年1月22日 – 1921年1月14日 | 民主党 | ジョン・ニュージェント | 7 | |
| 3 | ウィリアム・ボーラ | 共和党 | 1907年3月4日 – 1940年1月19日 | 1918年再選 | 6 | ブレイディ死去による空席を補充するため任命 1918年11月5日ブレイディ死去による補欠選挙で選出 再選に失敗後、連邦取引委員会委員就任のため辞職 | 6 | 1918年1月22日 – 1921年1月14日 | 民主党 | ジョン・ニュージェント | 7 | 66 |
| 3 | ウィリアム・ボーラ | 共和党 | 1907年3月4日 – 1940年1月19日 | 1918年再選 | 6 | ニュージェント辞職により任命。任命時、次の任期に選出済。                                                                                  | 6 | 1921年1月15日 – 1928年6月24日 | 共和党 | フランク・グッディング | 8 | 66 |
| 3 | ウィリアム・ボーラ | 共和党 | 1907年3月4日 – 1940年1月19日 | 1918年再選 | 6 | 67 | 7 | 1921年1月15日 – 1928年6月24日 | 共和党 | フランク・グッディング | 8 | 1920年選出 |
| 3 | ウィリアム・ボーラ | 共和党 | 1907年3月4日 – 1940年1月19日 | 1918年再選 | 6 | 68 | 7 | 1921年1月15日 – 1928年6月24日 | 共和党 | フランク・グッディング | 8 | 1920年選出 |
| 3 | ウィリアム・ボーラ | 共和党 | 1907年3月4日 – 1940年1月19日 | 1924年再選 | 7 | 69 | 7 | 1921年1月15日 – 1928年6月24日 | 共和党 | フランク・グッディング | 8 | 1920年選出 |
| 3 | ウィリアム・ボーラ | 共和党 | 1907年3月4日 – 1940年1月19日 | 1924年再選 | 7 | 70 | 8 | 1921年1月15日 – 1928年6月24日 | 共和党 | フランク・グッディング | 8 | 1926年再選 死去 |
| 3 | ウィリアム・ボーラ | 共和党 | 1907年3月4日 – 1940年1月19日 | 1924年再選 | 7 | 70 | 8 | | 1928年6月24日 – 1928年6月30日 | 空席 | 空席 | 空席 |
| 3 | ウィリアム・ボーラ | 共和党 | 1907年3月4日 – 1940年1月19日 | 1924年再選 | 7 | 70 | 8 | グッディング死去による空席を補充するため任命 1928年11月6日グッディング死去による補欠選挙で選出 再選に失敗                                                                 | 1928年6月30日 – 1933年3月3日 | 共和党 | ジョン・W・トマス | 9 |
| 3 | ウィリアム・ボーラ | 共和党 | 1907年3月4日 – 1940年1月19日 | 1924年再選 | 7 | 71 | 8 | グッディング死去による空席を補充するため任命 1928年11月6日グッディング死去による補欠選挙で選出 再選に失敗                                                                 | 1928年6月30日 – 1933年3月3日 | 共和党 | ジョン・W・トマス | 9 |
| 3 | ウィリアム・ボーラ | 共和党 | 1907年3月4日 – 1940年1月19日 | 1930年再選 | 8 | 72 | 8 | グッディング死去による空席を補充するため任命 1928年11月6日グッディング死去による補欠選挙で選出 再選に失敗                                                                 | 1928年6月30日 – 1933年3月3日 | 共和党 | ジョン・W・トマス | 9 |
| 3 | ウィリアム・ボーラ | 共和党 | 1907年3月4日 – 1940年1月19日 | 1930年再選 | 8 | 73 | 9 | 1932年選出 再指名に失敗 | 1933年3月4日 – 1939年1月3日 | 民主党 | ジェイムズ・ポープ | 10 |
| 3 | ウィリアム・ボーラ | 共和党 | 1907年3月4日 – 1940年1月19日 | 1930年再選 | 8 | 74 | 9 | 1932年選出 再指名に失敗 | 1933年3月4日 – 1939年1月3日 | 民主党 | ジェイムズ・ポープ | 10 |
| 3 | ウィリアム・ボーラ | 共和党 | 1907年3月4日 – 1940年1月19日 | 1936年再選 死去 | 9 | 75 | 9 | 1932年選出 再指名に失敗 | 1933年3月4日 – 1939年1月3日 | 民主党 | ジェイムズ・ポープ | 10 |
| 3 | ウィリアム・ボーラ | 共和党 | 1907年3月4日 – 1940年1月19日 | 1936年再選 死去 | 9 | 76 | 10 | 1938年選出 再指名に失敗 | 1939年1月3日 – 1945年1月3日 | 民主党 | D・ワース・クラーク | 11 |
| 空席 | 空席 | 空席 | 1940年1月19日 – 1940年1月27日 | | 9 | 76 | 10 | 1938年選出 再指名に失敗 | 1939年1月3日 – 1945年1月3日 | 民主党 | D・ワース・クラーク | 11 |
| 4 | ジョン・W・トマス | 共和党 | 1940年1月27日 – 1945年11月10日 | ボーラ死去による空席を補充するため任命 1940年11月5日ボーラ死去による補欠選挙で選出                                                                                       | 9 | 76 | 10 | 1938年選出 再指名に失敗 | 1939年1月3日 – 1945年1月3日 | 民主党 | D・ワース・クラーク | 11 |
| 4 | ジョン・W・トマス | 共和党 | 1940年1月27日 – 1945年11月10日 | ボーラ死去による空席を補充するため任命 1940年11月5日ボーラ死去による補欠選挙で選出                                                                                       | 9 | 77 | 10 | 1938年選出 再指名に失敗 | 1939年1月3日 – 1945年1月3日 | 民主党 | D・ワース・クラーク | 11 |
| 4 | ジョン・W・トマス | 共和党 | 1940年1月27日 – 1945年11月10日 | 1942年再選 死去 | 10 | 78 | 10 | 1938年選出 再指名に失敗 | 1939年1月3日 – 1945年1月3日 | 民主党 | D・ワース・クラーク | 11 |
| 4 | ジョン・W・トマス | 共和党 | 1940年1月27日 – 1945年11月10日 | 1942年再選 死去 | 10 | 79 | 11 | 1944年選出 再指名に失敗 | 1945年1月3日 – 1951年1月3日 | 民主党 | グレン・H・テイラー | 12 |
| 空席 | 空席 | 空席 | 1945年11月10日 – 1945年11月17日 | | 10 | 79 | 11 | 1944年選出 再指名に失敗 | 1945年1月3日 – 1951年1月3日 | 民主党 | グレン・H・テイラー | 12 |
| 5 | チャールズ・ゴセット | 民主党 | 1945年11月17日 – 1946年11月5日 | トマス死去による空席を補充するため任命 補欠選挙で再指名に失敗 | 10 | 79 | 11 | 1944年選出 再指名に失敗 | 1945年1月3日 – 1951年1月3日 | 民主党 | グレン・H・テイラー | 12 |
| 6 | ヘンリー・C・ドワシャーク | 共和党 | 1946年11月6日 – 1949年1月3日 | トマス死去による補欠選挙で選出 再選に失敗 | 10 | 79 | 11 | 1944年選出 再指名に失敗 | 1945年1月3日 – 1951年1月3日 | 民主党 | グレン・H・テイラー | 12 |
| 6 | ヘンリー・C・ドワシャーク | 共和党 | 1946年11月6日 – 1949年1月3日 | トマス死去による補欠選挙で選出 再選に失敗 | 10 | 80 | 11 | 1944年選出 再指名に失敗 | 1945年1月3日 – 1951年1月3日 | 民主党 | グレン・H・テイラー | 12 |
| 7 | バート・H・ミラー | 民主党 | 1949年1月3日 – 1949年10月8日 | 1948年選出 死去 | 11 | 81 | 11 | 1944年選出 再指名に失敗 | 1945年1月3日 – 1951年1月3日 | 民主党 | グレン・H・テイラー | 12 |
| 空席 | 空席 | 空席 | 1949年10月8日 – 1949年10月14日 | | 11 | 81 | 11 | 1944年選出 再指名に失敗 | 1945年1月3日 – 1951年1月3日 | 民主党 | グレン・H・テイラー | 12 |
| 8 | ヘンリー・C・ドワシャーク | 共和党 | 1949年10月14日 – 1962年７月23日 | ミラー死去による空席を補充するため任命 1950年11月8日ミラー死去による補欠選挙で選出                                                                                       | 11 | 81 | 11 | 1944年選出 再指名に失敗 | 1945年1月3日 – 1951年1月3日 | 民主党 | グレン・H・テイラー | 12 |
| 8 | ヘンリー・C・ドワシャーク | 共和党 | 1949年10月14日 – 1962年７月23日 | ミラー死去による空席を補充するため任命 1950年11月8日ミラー死去による補欠選挙で選出                                                                                       | 11 | 82 | 12 | 1950年選出 再選に失敗 | 1951年1月3日 – 1957年1月3日 | 共和党 | ハーマン・ウェルカー | 13 |
| 8 | ヘンリー・C・ドワシャーク | 共和党 | 1949年10月14日 – 1962年７月23日 | ミラー死去による空席を補充するため任命 1950年11月8日ミラー死去による補欠選挙で選出                                                                                       | 11 | 83 | 12 | 1950年選出 再選に失敗 | 1951年1月3日 – 1957年1月3日 | 共和党 | ハーマン・ウェルカー | 13 |
| 8 | ヘンリー・C・ドワシャーク | 共和党 | 1949年10月14日 – 1962年７月23日 | 1954年再選 | 12 | 84 | 12 | 1950年選出 再選に失敗 | 1951年1月3日 – 1957年1月3日 | 共和党 | ハーマン・ウェルカー | 13 |
| 8 | ヘンリー・C・ドワシャーク | 共和党 | 1949年10月14日 – 1962年７月23日 | 1954年再選 | 12 | 85 | 13 | 1956年選出 | 1957年1月3日 – 1981年1月3日 | 民主党 | フランク・チャーチ | 14 |
| 8 | ヘンリー・C・ドワシャーク | 共和党 | 1949年10月14日 – 1962年７月23日 | 1954年再選 | 12 | 86 | 13 | 1956年選出 | 1957年1月3日 – 1981年1月3日 | 民主党 | フランク・チャーチ | 14 |
| 8 | ヘンリー・C・ドワシャーク | 共和党 | 1949年10月14日 – 1962年７月23日 | 1960年再選 死去 | 13 | 87 | 13 | 1956年選出 | 1957年1月3日 – 1981年1月3日 | 民主党 | フランク・チャーチ | 14 |
| 空席 | 空席 | 空席 | 1962年7月23日 – 1962年8月6日 | | 13 | 87 | 13 | 1956年選出 | 1957年1月3日 – 1981年1月3日 | 民主党 | フランク・チャーチ | 14 |
| 9 | レナード・ジョーダン | 共和党 | 1962年8月6日 – 1973年1月3日 | ドウォーシャーク死去による空席を補充するため任命 ドウォーシャーク死去による補欠選挙で選出                                                                                | 13 | 87 | 13 | 1956年選出 | 1957年1月3日 – 1981年1月3日 | 民主党 | フランク・チャーチ | 14 |
| 9 | レナード・ジョーダン | 共和党 | 1962年8月6日 – 1973年1月3日 | ドウォーシャーク死去による空席を補充するため任命 ドウォーシャーク死去による補欠選挙で選出                                                                                | 13 | 88 | 14 | 1962年再選 | 1957年1月3日 – 1981年1月3日 | 民主党 | フランク・チャーチ | 14 |
| 9 | レナード・ジョーダン | 共和党 | 1962年8月6日 – 1973年1月3日 | ドウォーシャーク死去による空席を補充するため任命 ドウォーシャーク死去による補欠選挙で選出                                                                                | 13 | 89 | 14 | 1962年再選 | 1957年1月3日 – 1981年1月3日 | 民主党 | フランク・チャーチ | 14 |
| 9 | レナード・ジョーダン | 共和党 | 1962年8月6日 – 1973年1月3日 | 1966年再選 引退 | 14 | 90 | 14 | 1962年再選 | 1957年1月3日 – 1981年1月3日 | 民主党 | フランク・チャーチ | 14 |
| 9 | レナード・ジョーダン | 共和党 | 1962年8月6日 – 1973年1月3日 | 1966年再選 引退 | 14 | 91 | 15 | 1968年再選 | 1957年1月3日 – 1981年1月3日 | 民主党 | フランク・チャーチ | 14 |
| 9 | レナード・ジョーダン | 共和党 | 1962年8月6日 – 1973年1月3日 | 1966年再選 引退 | 14 | 92 | 15 | 1968年再選 | 1957年1月3日 – 1981年1月3日 | 民主党 | フランク・チャーチ | 14 |
| 10 | ジム・マクルーア | 共和党 | 1973年1月3日 – 1991年1月3日 | 1972年選出 | 15 | 93 | 15 | 1968年再選 | 1957年1月3日 – 1981年1月3日 | 民主党 | フランク・チャーチ | 14 |
| 10 | ジム・マクルーア | 共和党 | 1973年1月3日 – 1991年1月3日 | 1972年選出 | 15 | 94 | 16 | 1974年再選 再選に失敗 | 1957年1月3日 – 1981年1月3日 | 民主党 | フランク・チャーチ | 14 |
| 10 | ジム・マクルーア | 共和党 | 1973年1月3日 – 1991年1月3日 | 1972年選出 | 15 | 95 | 16 | 1974年再選 再選に失敗 | 1957年1月3日 – 1981年1月3日 | 民主党 | フランク・チャーチ | 14 |
| 10 | ジム・マクルーア | 共和党 | 1973年1月3日 – 1991年1月3日 | 1978年再選 | 16 | 96 | 16 | 1974年再選 再選に失敗 | 1957年1月3日 – 1981年1月3日 | 民主党 | フランク・チャーチ | 14 |
| 10 | ジム・マクルーア | 共和党 | 1973年1月3日 – 1991年1月3日 | 1978年再選 | 16 | 97 | 17 | 1980年選出 | 1981年1月3日 – 1993年1月3日 | 共和党 | スティーブ・シムズ | 15 |
| 10 | ジム・マクルーア | 共和党 | 1973年1月3日 – 1991年1月3日 | 1978年再選 | 16 | 98 | 17 | 1980年選出 | 1981年1月3日 – 1993年1月3日 | 共和党 | スティーブ・シムズ | 15 |
| 10 | ジム・マクルーア | 共和党 | 1973年1月3日 – 1991年1月3日 | 1984年再選 引退 | 17 | 99 | 17 | 1980年選出 | 1981年1月3日 – 1993年1月3日 | 共和党 | スティーブ・シムズ | 15 |
| 10 | ジム・マクルーア | 共和党 | 1973年1月3日 – 1991年1月3日 | 1984年再選 引退 | 17 | 100 | 18 | 1986年再選 引退 | 1981年1月3日 – 1993年1月3日 | 共和党 | スティーブ・シムズ | 15 |
| 10 | ジム・マクルーア | 共和党 | 1973年1月3日 – 1991年1月3日 | 1984年再選 引退 | 17 | 101 | 18 | 1986年再選 引退 | 1981年1月3日 – 1993年1月3日 | 共和党 | スティーブ・シムズ | 15 |
| 11 | ラリー・クレイグ | 共和党 | 1991年1月3日 – 2009年1月3日 | 1990年選出 | 18 | 102 | 18 | 1986年再選 引退 | 1981年1月3日 – 1993年1月3日 | 共和党 | スティーブ・シムズ | 15 |
| 11 | ラリー・クレイグ | 共和党 | 1991年1月3日 – 2009年1月3日 | 1990年選出 | 18 | 103 | 19 | 1992年選出 アイダホ州知事選に出馬のため引退 | 1993年1月3日 – 1999年1月3日 | 共和党 | ダーク・ケンプソーン | 16 |
| 11 | ラリー・クレイグ | 共和党 | 1991年1月3日 – 2009年1月3日 | 1990年選出 | 18 | 104 | 19 | 1992年選出 アイダホ州知事選に出馬のため引退 | 1993年1月3日 – 1999年1月3日 | 共和党 | ダーク・ケンプソーン | 16 |
| 11 | ラリー・クレイグ | 共和党 | 1991年1月3日 – 2009年1月3日 | 1996年再選 | 19 | 105 | 19 | 1992年選出 アイダホ州知事選に出馬のため引退 | 1993年1月3日 – 1999年1月3日 | 共和党 | ダーク・ケンプソーン | 16 |
| 11 | ラリー・クレイグ | 共和党 | 1991年1月3日 – 2009年1月3日 | 1996年再選 | 19 | 106 | 20 | 1998年選出 | 1999年1月3日 – 現職 | 共和党 | マイク・クレイポー | 17 |
| 11 | ラリー・クレイグ | 共和党 | 1991年1月3日 – 2009年1月3日 | 1996年再選 | 19 | 107 | 20 | 1998年選出 | 1999年1月3日 – 現職 | 共和党 | マイク・クレイポー | 17 |
| 11 | ラリー・クレイグ | 共和党 | 1991年1月3日 – 2009年1月3日 | 2002年再選 引退 | 20 | 108 | 20 | 1998年選出 | 1999年1月3日 – 現職 | 共和党 | マイク・クレイポー | 17 |
| 11 | ラリー・クレイグ | 共和党 | 1991年1月3日 – 2009年1月3日 | 2002年再選 引退 | 20 | 109 | 21 | 2004年再選 | 1999年1月3日 – 現職 | 共和党 | マイク・クレイポー | 17 |
| 11 | ラリー・クレイグ | 共和党 | 1991年1月3日 – 2009年1月3日 | 2002年再選 引退 | 20 | 110 | 21 | 2004年再選 | 1999年1月3日 – 現職 | 共和党 | マイク・クレイポー | 17 |
| 12 | ジム・リッシュ | 共和党 | 2009年1月3日 – 現職 | 2008年選出 | 21 | 111 | 21 | 2004年再選 | 1999年1月3日 – 現職 | 共和党 | マイク・クレイポー | 17 |
| 12 | ジム・リッシュ | 共和党 | 2009年1月3日 – 現職 | 2008年選出 | 21 | 112 | 22 | 2010年再選 | 1999年1月3日 – 現職 | 共和党 | マイク・クレイポー | 17 |
| 12 | ジム・リッシュ | 共和党 | 2009年1月3日 – 現職 | 2008年選出 | 21 | 113 | 22 | 2010年再選 | 1999年1月3日 – 現職 | 共和党 | マイク・クレイポー | 17 |
| 12 | ジム・リッシュ | 共和党 | 2009年1月3日 – 現職 | 2014年再選 | 22 | 114 | 22 | 2010年再選 | 1999年1月3日 – 現職 | 共和党 | マイク・クレイポー | 17 |
| 12 | ジム・リッシュ | 共和党 | 2009年1月3日 – 現職 | 2014年再選 | 22 | 115 | 39 | 2016年再選 | 1999年1月3日 – 現職 | 共和党 | マイク・クレイポー | 17 |
| 12 | ジム・リッシュ | 共和党 | 2009年1月3日 – 現職 | 2014年再選 | 22 | 116 | 39 | 2016年再選 | 1999年1月3日 – 現職 | 共和党 | マイク・クレイポー | 17 |
| 12 | ジム・リッシュ | 共和党 | 2009年1月3日 – 現職 | 2020年再選 | 23 | 117 | 39 | 2016年再選 | 1999年1月3日 – 現職 | 共和党 | マイク・クレイポー | 17 |
| 12 | ジム・リッシュ | 共和党 | 2009年1月3日 – 現職 | 2020年再選 | 23 | 118 | 24 | 2022年再選 | 1999年1月3日 – 現職 | 共和党 | マイク・クレイポー | 17 |
| 12 | ジム・リッシュ | 共和党 | 2009年1月3日 – 現職 | 2020年再選 | 23 | 119 | 24 | 2022年再選 | 1999年1月3日 – 現職 | 共和党 | マイク・クレイポー | 17 |
| 2026年改選予定 | 2026年改選予定 | 2026年改選予定 | 2026年改選予定 | 2026年改選予定 | 24 | 120 | 24 | 2022年再選 | 1999年1月3日 – 現職 | 共和党 | マイク・クレイポー | 17 |
| 2026年改選予定 | 2026年改選予定 | 2026年改選予定 | 2026年改選予定 | 2026年改選予定 | 24 | 121 | 25 | 2028年改選予定 | 2028年改選予定 | 2028年改選予定 | 2028年改選予定 | 2028年改選予定 |
| # | 氏名 | 所属政党 | 在職期間 | 選挙歴 | 任 期 | | 任 期 | 選挙歴 | 在職期間 | 所属政党 | 氏名 | # |
| 第2部 | 第2部 | 第2部 | 第2部 | 第2部 | 第2部 | 第3部 | 第3部 | 第3部 | 第3部 | 第3部 | 第3部 | |